# Bombay Sapphire
Bombay Sapphire är ett ginmärke i premiumkategorin som produceras sedan 1986; den tillverkas av Bombay Sapphire Distillery utanför Whitchurch i Hampshire i England.
Enligt egen utsago kännetecknas Bombays gin av att den smaksätts genom ånginfusion.
Destilleriet ägs av Bombay Spirits Company, som i sin tur ägs av Bacardi-koncernen.